# 埼玉高速鉄道
埼玉高速鉄道株式会社（さいたまこうそくてつどう、英: Saitama Railway Corporation）は、埼玉県川口市およびその周辺で埼玉高速鉄道線（埼玉スタジアム線）を運営する第三セクター方式の鉄道会社。通称および略称はSR。本社は埼玉県さいたま市緑区の浦和美園駅構内に置かれている。
社名の「高速鉄道」は、新幹線のような高速鉄道ではなく「都市高速鉄道」を意味する。

## 概要
埼玉県と帝都高速度交通営団（営団、現・東京地下鉄〈東京メトロ〉）、および沿線の路線バスを運行する国際興業や東武鉄道、そして西武鉄道、協和埼玉銀行（現・埼玉りそな銀行）、沿線自治体の川口市、浦和市（現・さいたま市）、鳩ヶ谷市（現在は川口市に編入）が出資して1992年3月に設立された第三セクター鉄道事業者である。軌道・駅舎の大部分が地下にあり、日本地下鉄協会では民営・準公営（第3セクター）の地下鉄事業者の一つとしている。
当初は2006年の開業を予定していたが、浦和美園駅付近で建設中であった埼玉スタジアム2002が2002 FIFAワールドカップの開催会場の一つに決定したことを受けて、工期が2002年の運行に間に合うよう短縮された。
開業当初より、営団（2004年より東京地下鉄〈東京メトロ〉）南北線・東急目黒線と相互直通運転を行っており、2023年3月18日からは東急新横浜線および相鉄線との直通運転も開始された。また、臨時列車では一時期、日吉駅から先の東急東横線を介し、横浜高速鉄道みなとみらい線の元町・中華街駅まで直通運転を行っていた（みなとみらい号を参照）。2006年9月25日より直通相手先の東急目黒線で急行列車の運行が開始されたが、その後も埼玉高速鉄道線内では全列車が各駅停車での運転となっている。ただし埼玉高速鉄道線の活性化の一環として、優等列車の運転が埼玉高速鉄道延伸検討委員会などで検討されている。
埼玉高速鉄道線は、かつての武州鉄道をなぞるように岩槻駅を経由して蓮田駅までの延伸も予定されている。この区間については2000年の運輸政策審議会答申第18号において「2015年までに開業することが適当な路線」として示されているが、採算性の問題が解消されず、2024年時点でも延伸区間は未着工である。2012年10月1日、さいたま市の清水勇人市長は「（2012年から見て）おおむね5年後の事業着手」を発表し、これを報じた『日本経済新聞』の記事は延伸区間の開業が2025年頃になるという見通しを伝えた。
開業後は、当初の見込みを大きく下回る輸送人員にとどまった。このため建設費の債務償還にも支障が出る恐れが生じ、埼玉県庁や沿線各市による協議が続けられていたが、沿線での宅地開発進行による乗客の増加、当時の埼玉県知事上田清司が立ち上げた埼玉高速鉄道延伸検討委員会の成果により、2003年度には借入金への支払利息と減価償却費を除く基礎的収支が開業後初の黒字となった。
さらに経営再建を進めるため、2004年にしなの鉄道の経営で辣腕を振るった杉野正を上田自ら社長に招聘し、旅行業への進出やギフト販売（2007年1月末日をもって終了）など副業にも乗り出した。しかし、杉野は自民党神奈川県連の推薦を受け、2007年の神奈川県知事選挙に立候補するため2006年11月16日の臨時取締役会を最後に退任した。その後、加藤吉泰副社長が代表取締役も兼ねることとしてつなぎを務めてきたが、2007年1月17日の株主総会で近藤彰男 が代表取締役社長に就任した。その後、2014年6月には東日本旅客鉄道（JR東日本）出身の荻野洋が社長に就任している。
2009年度以降は償却前純損益が黒字で推移していたが、総建設費2587億円、うち有利子負債額1575億円 という巨額の利子負担に対する償還のため、償却後の営業損益は2014年度まで15年連続赤字であった。これを見て、埼玉高速鉄道の大株主である埼玉県庁は抜本的な経営再建に着手し、金融機関の債権総額440億円の9割以上に当たる417億円に対し、川口市やさいたま市と協調した第三セクター等改革推進債発行による損失補填、および埼玉県自体が持つ債権244億円の半額を超える139億円のデットエクイティスワップ (DES) による株式化により、埼玉高速鉄道の債務額を2014年3月末時点の1183億円から578億円減の605億円へと、2015年3月末時点でほぼ半減させ、残る債務の返済についても最大債権者の鉄道建設・運輸施設整備支援機構の分を含めた、債務返済繰り延べを実施する事業再生ADR（裁判外紛争解決）の実施を2014年9月に発表した。これにより埼玉高速鉄道の経営は改善し、2015年度に初めて償却後純損益が黒字となった。
|          | 営業収益          | 営業利益          | 経常利益          | 純利益             | 繰越利益剰余金     | 有利子負債残高 | 純資産            |
| -------- | ----------------- | ----------------- | ----------------- | ------------------ | ------------------ | -------------- | ----------------- |
| 2000年度 | 1億1000万円       |                   |                   |                    |                    |                |                   |
| 2001年度 | 51億4000万円      | △51億8000万円     |                   | △88億2000万円      |                    |                |                   |
| 2002年度 | 58億1000万円      | △53億3000万円     |                   | △90億4000万円      |                    |                |                   |
| 2003年度 | 62億4000万円      | △42億3000万円     |                   | △70億円            |                    |                |                   |
| 2004年度 | 66億7000万円      | △35億7000万円     |                   | △62億8000万円      |                    |                |                   |
| 2005年度 | 69億円            | △29億8000万円     |                   | △52億8000万円      |                    |                |                   |
| 2006年度 | 74億9000万円      | △21億4000万円     |                   | △45億円            |                    |                |                   |
| 2007年度 | 79億3000万円      | △18億5000万円     |                   | △39億8000万円      |                    |                |                   |
| 2008年度 | 81億5000万円      | △18億8000万円     |                   | △38億8000万円      |                    | 1455億円       | 313億9032万5000円 |
| 2009年度 | 80億6000万円      | △18億8359万1000円 | △44億4801万3000円 | △36億6812万1000円  |                    | 1374億円       | 288億3710万4000円 |
| 2010年度 | 81億3000万円      | △18億3588万7000円 | △41億1677万7000円 | △41億3465万7000円  |                    | 1275億円       | 287億8140万2000円 |
| 2011年度 | 80億5400万円      | △18億7000万円     | △39億3600万円     | △39億4300万円      | △631億1457万7000円 | 1248億7100万円 | 288億4607万4000円 |
| 2012年度 | 83億7823万2000円  | △16億4930万9000円 | △35億9531万7000円 | △36億0616万4000円  | △667億2074万2000円 | 1210億7300万円 | 292億8692万8000円 |
| 2013年度 | 87億0800万円      | △10億6000万円     | △28億6769万7000円 | △29億1499万5000円  | △696億3573万8000円 | 1161億8500万円 | 303億1390万4000円 |
| 2014年度 | 89億3931万3000円  | △5億0459万2000円  | △21億6455万4000円 | △443億1935万8000円 | 0円                | 584億6000万円  | 56億7352万3000円  |
| 2015年度 | 94億3806万2000円  | 22億4382万2000円  | 15億1603万1000円  | 20億5636万2000円   | 20億5636万2000円   | 572億2400万円  | 58億3770万6000円  |
| 2016年度 | 98億0802万6000円  | 30億8909万2000円  | 24億6514万8000円  | 26億6992万4000円   | 47億2628万7000円   | 559億4800万円  | 85億763万1000円   |
| 2017年度 | 102億4054万2000円 | 34億7625万8000円  | 29億6720万6000円  | 32億2982万4000円   | 79億5611万1000円   | 513億余り      | 117億3745万6000円 |
| 2018年度 | 105億9083万6000円 | 39億0237万4000円  | 35億1822万7000円  | 57億1010万0000円   | 136億6621万1000円  | 469億余り      | 174億4755万6000円 |
| 2019年度 | 108億8186万9000円 | 41億8695万円      | 38億5204万4000円  | 35億0854万円       | 171億7475万2000円  | 455億余り      | 209億5609万6000円 |

## 歴史
- 1992年（平成4年）3月25日 設立[1]。
- 2001年（平成13年）3月28日 埼玉高速鉄道線開業[1]。同時に営団（現・東京地下鉄〈東京メトロ〉）南北線、東急目黒線との直通運転を開始。
- 2007年（平成19年）3月18日 ICカードPASMOを導入。Suicaとも相互利用開始。
- 2008年（平成20年）
  - 3月14日 パスネットの自動改札機での使用を終了。
  - 6月22日 東急目黒線武蔵小杉駅 - 日吉駅間延伸開業に伴って、相互直通運転を日吉駅まで延長。
- 2013年（平成25年）3月23日 交通系ICカード全国相互利用サービス開始で、TOICA、ICOCA、Kitaca、manaca、PiTaPa、nimoca、はやかけん、SUGOCAが利用可能になる。
- 2015年（平成27年）1月29日 事業再生ADR（裁判外紛争解決手続）成立[14]。
- 2020年（令和2年）2月4日 埼玉学園大学と包括的連携協定に調印[15]。
- 2023年（令和5年）3月18日 東急新横浜線、相鉄線との直通運転を開始。

## 路線
- 埼玉高速鉄道線（埼玉スタジアム線）：赤羽岩淵駅 (SR19) - 浦和美園駅 (SR26) 14.6 km 8駅[1]

路線図（クリックで拡大）

ワンマン運転実施のために各駅にはホームドア（扶桑電機工業製）が設けられている。中間駅には待避線がないが、利用者の増加を図るために、埼玉高速鉄道延伸検討委員会において優等列車の運転の検討も行われており、鳩ヶ谷駅に待避線を設置する計画がある。
赤羽岩淵駅より東京メトロ南北線・東急目黒線・東急新横浜線・相鉄新横浜線・相鉄本線・相鉄いずみ野線への直通運転を行っている。

## 車両
埼玉高速鉄道は以下の車両を保有している。なお、車両の列車検査・月検査は自社の浦和美園車両基地で実施する一方、重要部検査・全般検査は東京メトロ綾瀬車両基地で実施している。
- 2000系

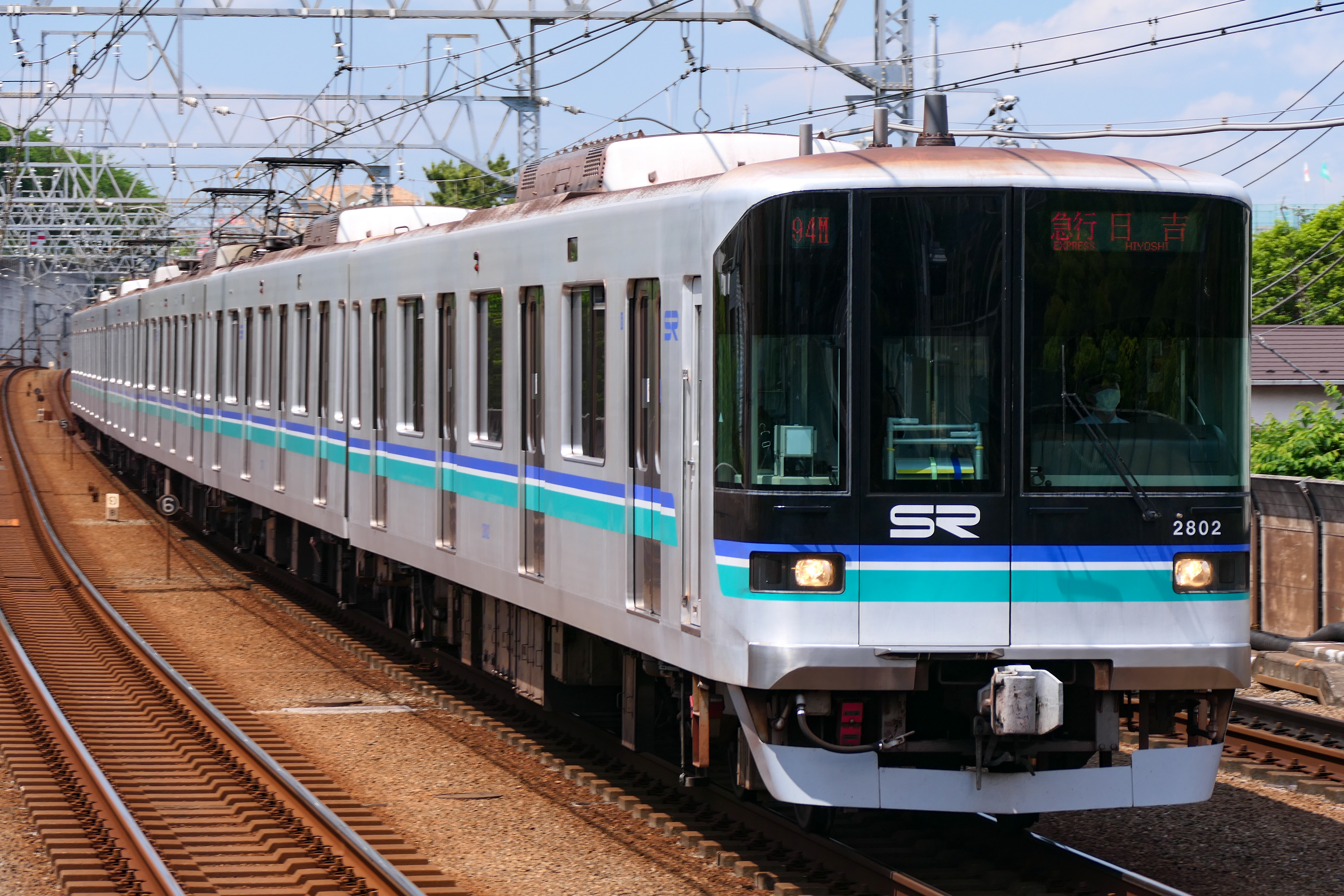
2000系

埼玉高速鉄道中期経営計画（2019-2021）において、予備車確保の観点から1編成を増備する計画を打ち出し、埼玉高速鉄道中期経営計画（2022-2024）では、実施方策に「相互直通運転各社局の8両編成化に伴う新造車両の導入」「岩槻延伸に向けた車両の増備の検討」が盛り込まれた。その増備車両として、2022年4月21日に2000系とは別の新型車両8両編成1本を近畿車輛に発注したと公表。東京メトロ17000系と設計を共通化するとし、鉄道チャンネルでは岩槻延伸に向けたものと報じられていた。しかし2023年の報道では、車両限界の違いにより17000系との設計共通化を中止し、東京メトロとの車両調達契約に基づいて、東京メトロで発注した車両を購入する形態で新型車両を導入することとしている。

## 運賃・乗車券
大人普通旅客運賃（小児半額・10円未満切り上げ）。ICカード・きっぷとも同額。2019年（令和元年）10月1日改定。
| キロ程    | 運賃（円） |
| --------- | ---------- |
| 初乗り3km | 210        |
| 4 - 5     | 270        |
| 6 - 7     | 310        |
| 8 - 9     | 350        |
| 10 - 11   | 400        |
| 12 - 13   | 440        |
| 14 - 15   | 480        |

川口元郷駅から東京メトロ南北線志茂駅、王子神谷駅までの片道運賃は30円を割引する。
開業時から初乗り運賃は210円であった。関東の地下鉄では横浜市営地下鉄に匹敵する金額であり、全体的にも日本の普通鉄道としては高額の部類に入る。
開業時では5年毎の運賃値上げも計画されていたが、2003年度に借入金への支払利息と減価償却費を除く基礎的収支が黒字となったことから、5周年にあたる2006年3月や、10周年にあたる2011年3月も値上げは実施されていなかった。初の運賃改定は消費税の税率が5%から8%へ引き上げられた2014年4月1日であるが、1円単位の運賃は導入されず、初乗り運賃も据え置かれた。2019年10月1日の改定時も初乗り運賃は据え置かれた。
なお、東急電鉄全線・相模鉄道・都営地下鉄・横浜高速鉄道など、東京メトロ以外とは連絡普通乗車券や往復乗車券は発売されていないため、PASMOやSuicaといったIC乗車カードでの乗車でない場合は、下車駅で運賃精算が必要である。
2007年から、IC乗車カードとしてPASMOおよびSuicaが利用可能になっている。2013年3月23日より、交通系ICカード全国相互利用サービス開始で、TOICA、ICOCAなども利用可能になった。

### 回数券
回数券は、金額式の「普通回数券」（11枚綴り）、平日日中と土休日終日利用できる「時差回数券」（12枚綴り）、土休日専用の「土・休日割引回数券」（14枚綴り）が発売されているほか、土休日用に限り7枚綴りのハーフ回数券「7枚土・休日割引回数券」も発売されている。

### 定期券
2018年3月17日発売分より、通学定期券が約2割値下げされた。

#### IC定期券
埼玉高速鉄道では、2002年3月28日よりIC定期券を発売していた。そのため、各駅の自動改札機にはIC定期券をかざすため、カードリーダ／ライタ (R/W) が取り付けられていた。システムはJR東日本のSuicaと同様、FeliCaを採用した交通サイバネ規格に準じたものであり、改札機のR/WもSuicaと同仕様のものが設置されていた。カード裏面のID番号の頭2文字のアルファベットはSR。
これは同社の利用活性化運動の一環として、また2002年には浦和美園駅が最寄りの埼玉スタジアム2002が開催会場の一つとなった2002 FIFAワールドカップの観客輸送のため、東川口駅でのJR武蔵野線との乗り換えの利便を図る目的で、Suicaとの相互乗り入れを目論んで導入された。しかし、JR東日本側は「料金処理システム準備中」を理由に時期尚早と判断した。そのため、PASMOとSuicaの相互利用開始までの5年間は、全く互換性のない鉄道IC定期券として運用されていた。またその間のIC定期券は、東京メトロ南北線など他の鉄道事業者との連絡定期券としての利用もできないため、連絡定期券を利用する場合は、磁気定期券を利用せざるを得ないという制限を強いられていた。このほか、ストアードフェア（チャージ）の機能も有していなかったため、乗り越しの際の自動精算や、定期券以外のプリペイド式ICカードの発売も行われなかった。
このIC定期券は、2007年3月18日に運用が開始されたPASMO導入準備のため、2006年9月10日で新規の定期券の発売を終了した。さらに、2006年11月20日以降は自動改札機での使用、自動発売機での継続定期券の発売が停止されたが、有人通路での使用は引き続き可能としていたほか、窓口で申し込みをすれば継続定期券の発行も可能であった。しかし、PASMO導入後は、PASMO用に新たに設置し直された自動改札機のR/Wでの使用はできず、利用者はいったんIC定期券を返却（または磁気定期券に交換）したうえ、新たにPASMO定期券を購入する必要が生じた。

### 割引乗車券
以下のいずれも赤羽岩淵駅では発売されていないので、下車駅で申し出て購入する。

#### SR東京メトロパス
2008年4月1日から発売を開始。発売額は埼玉高速鉄道の各駅から赤羽岩淵駅までの片道普通運賃を2割引きして2倍した額に、東京メトロ一日乗車券の発売額（大人710円）を合算した額とされていた。その後、東京メトロ一日乗車券は2015年に600円に値下げされ、効力も2016年に使用開始から24時間となっているが、「SR東京メトロパス」の効力は発売当日限りで変更はない。
私鉄+東京メトロの組み合わせでのメトロパスの発売は小田急電鉄、東武鉄道、東急電鉄に続き4社目である（東葉高速鉄道も同日に「東葉東京メトロパス」を発売開始）。

#### シネマきっぷ
イオンモール浦和美園に入居するイオンシネマ浦和美園の映画鑑賞券と往復乗車券をセットにした企画商品。2014年5月1日から発売を開始。埼玉高速鉄道の各駅から浦和美園駅までの片道普通運賃を3割引き（学生、シニアは5割引き）のうえ2倍とした金額に1300円を合算した発売額で販売されている。特典としてミニポップコーン券も付与されている。東京メトロ各駅から乗車した場合は、浦和美園駅下車時に改札口で赤羽岩淵駅発着の当きっぷへの差額精算で変更が可能である。
当初は2014年9月30日までの期間限定発売とされたが、同年10月1日よりイオンモール浦和美園の指定店舗で利用できるソフトドリンクサービス券を特典として付与した上で通年発売されている。

#### SR一日乗車券

SR一日乗車券
2018年11月23日のもの。2019年10月1日に580円へ値下げ。

土休日と年末年始と埼玉県民の日に発売される一日乗車券。浦和美園駅 - 赤羽岩淵駅間の全線が乗り降り自由で、発売額は2019年10月1日に100円（小児50円）値下げされ、580円（小児290円）となっている。
イベントなどに合わせて異なる名称や金額、効力で発売される場合がある。川口市で毎年夏に開催されるたたら祭りに合わせて、3年ぶりの開催となった2022年から発売されている「たたら祭りハッピーきっぷ」は300円（小児150円）である。鉄道の日にあわせて10月に発売される「鉄道の日記念 一日乗車券」は有効期間中（おおむね翌年の3月末まで）の平日でも利用できる。

#### SR往復割引乗車券
特定日に販売される。
- 南鳩ヶ谷駅：川口オートレース場の開催日に発売される往復運賃券。埼玉高速鉄道の各駅からの運賃が3割引き。以前は、隣駅である川口元郷駅および鳩ヶ谷駅間の乗車が対象で、発売額は100円であった。
- 戸塚安行駅：川口緑化センターのイベント時に発売される往復乗車券。埼玉高速鉄道の各駅からの運賃が3割引き。2014年時点では発売されていない。

#### しらこばと往復割引セット乗車券
しらこばと水上公園へのバスや入場券付きの往復割引切符。鉄道3割引き、国際興業バス1割引き、入場券100円引き（小中学生は50円引き）で、さらにデイリーヤマザキ50円引券2枚とプール遊具貸出100円引券が付く。中学生用もある。夏期のみ発売。
3年ぶりの発売となった2022年は、土休日とお盆期間中のみの発売で、プール入場券は別途購入でコンビニ割引券も付かない形式になり、大人は鉄道が半額に、小児の発売額は全駅一律300円（鉄道100円）となった。
2023年も鉄道半額・バス1割引で発売されたが、プール入場券付き（100円割引）となった。小児は全駅一律480円である。

#### 「埼玉県民の日」一日乗車券
11月14日の埼玉県民の日に発売される。2011年度以降はSR一日乗車券と同一の割引乗車券として発売されている。
2010年度以前のフリー区間は埼玉県内の浦和美園駅 - 川口元郷駅間であり、発売額は450円（学生350円、小児230円）であった。

#### 発売額
2023年12月現在、しらこばと往復割引セット乗車券は埼玉高速鉄道お知らせ2023年7月5日による。大人用の発売額。単位は円。
| キロ程    | メトロパス | シネマきっぷ | しらこばと |
| --------- | ---------- | ------------ | ---------- |
| 初乗り3km | 800        | 1600         | 1270       |
| 4 - 5     | 880        | 1680         | 1330       |
| 6 - 7     | 940        | 1800         | 1410       |
| 8 - 9     | 1000       | 1800         | 1410       |
| 10 - 11   | 1060       | 1860         | 1450       |
| 12 - 13   | 1120       | 1920         | 1490       |
| 14 - 15   | 1180       | 1980         | 1530       |

### その他
2001年の開業時から2008年までパスネットを導入していた。カードに印字される符丁はSRであった。同社パスネットの中には浦和レッドダイヤモンズや大宮アルディージャの選手集合写真を使った特製カードもあった。
臨時列車「みなとみらい号」運転時に限り、埼玉みなとみらい往復フリー切符を発売していた。

## 二次交通への取り組み

### 駐輪場シェア
浦和美園駅構内の空きスペースを皮切りに2018年10月、駐輪場シェアサービスを開始した。アイキューソフィア（東京都新宿区）のシステムを利用する。

### パーク&ライド社会実験
2006年9月19日から11月30日にかけての平日に、国土交通省関東地方整備局などが埼玉高速鉄道の4駅（浦和美園駅・戸塚安行駅・鳩ヶ谷駅・川口元郷駅）周辺の商業施設の駐車場を活用したパーク&ライドの社会実験が実施された。インターネットを使って携帯電話やカーナビゲーションなどに駐車場の空車情報や都心への道路の混雑状況などの情報を送り、実験参加者に駐車場に車を止めて電車を利用するかどうかを判断してもらい、自家用車と電車の利用状況の関係を検証する目的のものであった。

## 杉野正の経営改革
2004年7月1日に代表取締役社長に就任した杉野正は、しなの鉄道時代に「信濃のカルロス・ゴーン」とも呼ばれたほどコスト削減の手腕に評価が高く、その実力に期待が集まった。埼玉高速鉄道に転じた杉野は早速、契約関係の見直しなどによって3割のコスト削減を目指し、実現した場合にはそのうち1割分を社員に還元するなどの独特の案を発表した。
収入増にも力を入れ、それまで在籍していた旅行代理店エイチ・アイ・エス (HIS) とのパイプを活かして旅行業に進出したほか、ギフト販売などの副業に乗り出した。また、浦和美園駅の北方にある車両基地の東側社有地に整備された埼玉スタジアム2002への歩行者専用道路で飲食物を販売したり、駅構内の空きスペースに喫茶店や健康施設などをテナントとして誘致したりするなど、資産の有効活用などで成果をあげた。車内および駅構内への液晶テレビ（一部はプロジェクター）設置による動画（デジタルサイネージ）広告として2006年に開始した「SaiNet Vision」も、しなの鉄道時代に杉野が発案し成功したものの流用である。
一方で、自社線内の減便を中心とするダイヤ改正を、就任わずか3か月後の2004年10月1日に行うと発表（その後撤回）したり、東京地下鉄からの出向社員に対する大幅な給与削減案で東京地下鉄側を刺激したりするといった手法は、東京地下鉄側の態度を硬化させ、両者の関係を悪化させる事態となった。この給与削減案は、該当する社員らの強い反発で白紙撤回、杉野が謝罪するという異例の事態で終息を見た。このような展開となった理由は、当該社員らが運行の中枢を担う職務を行っており、案に反発した複数の社員が辞職を申し出たことで、列車の運行が不可能になる可能性があったためである。この結果、杉野は若手を育成する方針に転換した。
最終的に杉野は2007年の神奈川県知事選挙への出馬を決意し、杉野を招聘（しょうへい）した当時の埼玉県知事の上田清司が慰留するも、7月の再任からわずか4か月後の11月に退任した。杉野の退任後、旅行業については漸次縮小され、ギフト販売は2007年1月に終了している。埼玉高速鉄道に関する社内・社外での対立が大きく報じられることはなくなったが、埼玉高速鉄道の経営再建は巨額の有利子債務のために難航し、2014年の事業再生ADRに至った。一方、2012年に「Saiho Railway Vision」 (SRV) と改称されたデジタルサイネージ広告の提供、浦和レッズ戦やサッカー日本代表戦などでの歩行者道路飲食販売など、杉野時代に開始されたサービスの一部はその後も継続されている。

## テレビ番組
以下の番組で取り上げられた。
- 日経スペシャル ガイアの夜明け しがらみを断ち切れ赤字第3セクター再建への道（2004年11月30日、テレビ東京）[33]